# Bessie MacNicol
Elizabeth MacNicol (Glasgow, 5 luglio 1869 – Glasgow, 4 giugno 1904) è stata una pittrice scozzese e membro delle Glasgow Girls, un gruppo femminile di artiste affiliato con la Scuola di Glasgow.

## Biografia
MacNicol nacque a Glasgow, in Scozia, il 5 luglio 1869, figlia di Peter MacNicol, insegnante e preside, e di Mary Ann Matthews. Molti dei suoi fratelli morirono durante l'infanzia, inclusa la sorella gemella Mary, ma crebbe con due sorelle sopravvissute, con le quali condivideva una passione per la musica. Durante i mesi estivi soffriva di problemi di salute dovuti ad allergie. 
Dal 1887 al 1892, studiò alla Glasgow School of Art e su consiglio del direttore Francis Henry Newbery, proseguì la sua formazione a Parigi, presso l'Académie Colarossi. Quest'ultima era una delle prime scuole d'arte parigine a offrire corsi misti, permettendo alle donne di studiare accanto agli uomini. MacNicol appartenne così alla prima generazione di artiste britanniche che si recarono a Parigi per perfezionarsi, seguendo le orme dei loro colleghi maschi. Tuttavia, il suo periodo all'Académie Colarossi si rivelò deludente: anziché sentirsi incoraggiata, ebbe l'impressione di essere costantemente ostacolata.

## Carriera
Al suo ritorno in Scozia, MacNicol si stabilì nuovamente nella casa di famiglia e poco dopo acquistò uno studio in St Vincent Street. Nel 1893 espose Fifeshire Interior alla Royal Scottish Academy (la sua unica partecipazione a questa mostra) e Studio di una testa al Royal Glasgow Institute. Nel 1895 presentò alcune opere alla Stephen Goodden Art Rooms di Glasgow e l'anno successivo alla Munich Secession Exhibition. 
Nel 1896 trascorse del tempo nella colonia di artisti di Kirkcudbright, dove dipinse il ritratto di Edward Atkinson Hornel, figura di spicco della comunità artistica locale. Tre anni dopo, nel 1899, sposò il medico e artista Alexander Frew. La coppia si stabilì nel quartiere di Hillhead, a Glasgow, dove MacNicol allestì un ampio studio nella loro abitazione.
Nel 1903 perse entrambi i genitori e, l'anno successivo, mentre si trovava nelle fasi finali di una gravidanza, morì a Glasgow il 4 giugno 1904 per complicazioni dovute a pre-eclampsia. Aveva solo 34 anni e anche il bambino non sopravvisse. Suo marito si risposò poco prima di morire suicida nel 1908. La sua seconda moglie vendette la casa di Hillhead e tutti i dipinti di MacNicol nello stesso anno. Questo potrebbe spiegare la scarsità di opere e documenti a lei attribuibili: sono sopravvissute solo poche lettere e fotografie, e non risultano essere stati trovati album di schizzi.
I dipinti a olio e ad acquerello di MacNicol risentono dell'influenza della tradizione en plein air della Scuola di Barbizon, così come dell'impressionismo di James McNeill Whistler e da alcuni dei suoi contemporanei di Glasgow, tra cui i Glasgow Boys come Edward Atkinson Hornel. Era rinomata per la sua straordinaria padronanza del colore, della luce e delle texture, mentre i suoi ritratti sono apprezzati per la solida composizione e la profondità psicologica.
Un critico dell'epoca, ammirando la sua abilità tecnica e l'uso espressivo del colore, la paragonò favorevolmente a Berthe Morisot. Come Morisot, MacNicol dipingeva spesso giovani donne alla moda in ambienti all'aperto, ma con un tratto distintivo: una trama di ombre fogliari che crea un forte gioco di luce e oscurità. 
Durante la sua vita, le sue opere furono esposte in Scozia, a Londra e in diverse città europee e americane. Oggi è annoverata tra le Glasgow Girls, insieme a Margaret MacDonald, Frances MacDonald, Jessie M. King, Jessie Wylie Newbery, Ann Macbeth e Norah Neilson Gray. Le Glasgow Girls furono protagoniste di una mostra itinerante nel 1990, organizzata dalla curatrice Jude Burkhauser e proveniente dalla Kelvingrove Art Gallery and Museum di Glasgow.
Due dei suoi dipinti, Under the Apple Tree e A Girl of the Sixties, oltre a un autoritratto, sono conservati nelle collezioni del Kelvingrove Museum. Altre opere si trovano nell'Hunterian Museum and Art Gallery di Glasgow. Nel luglio 2024, la National Galleries of Scotland ha acquisito The Lilac Sunbonnet (1899), ampliando così la presenza della sua arte nelle collezioni pubbliche.

## Riconoscimenti
Nel 2022, a Bessie MacNicol è stato intitolato il cratere MacNicol, situato sulla superficie di Venere.

## Galleria d'immagini

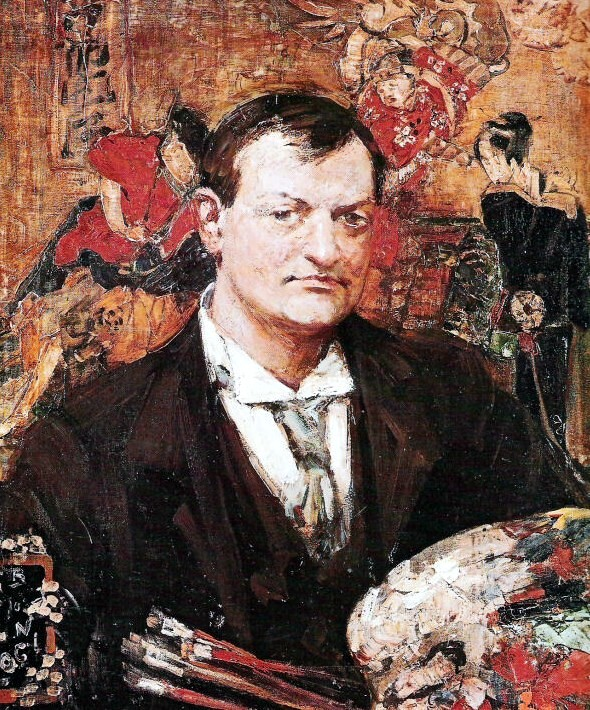
E.A. Hornel, 1896
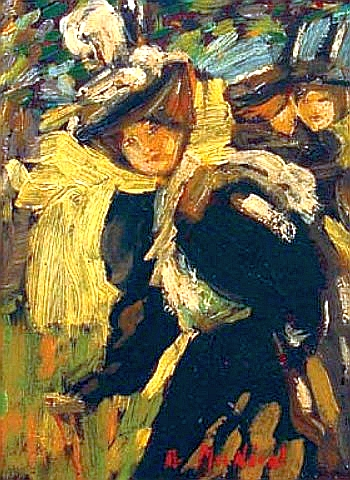
In the Park (Nel Parco), data sconosciuta
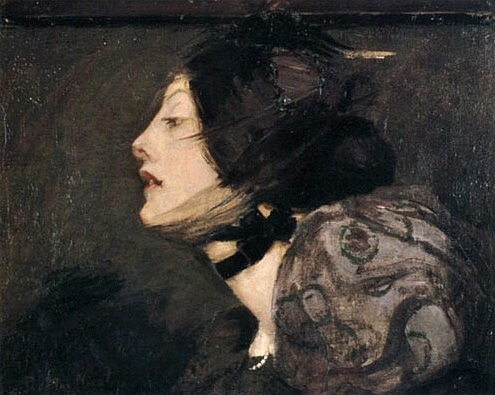
French Girl (Ragazza francese), 1895
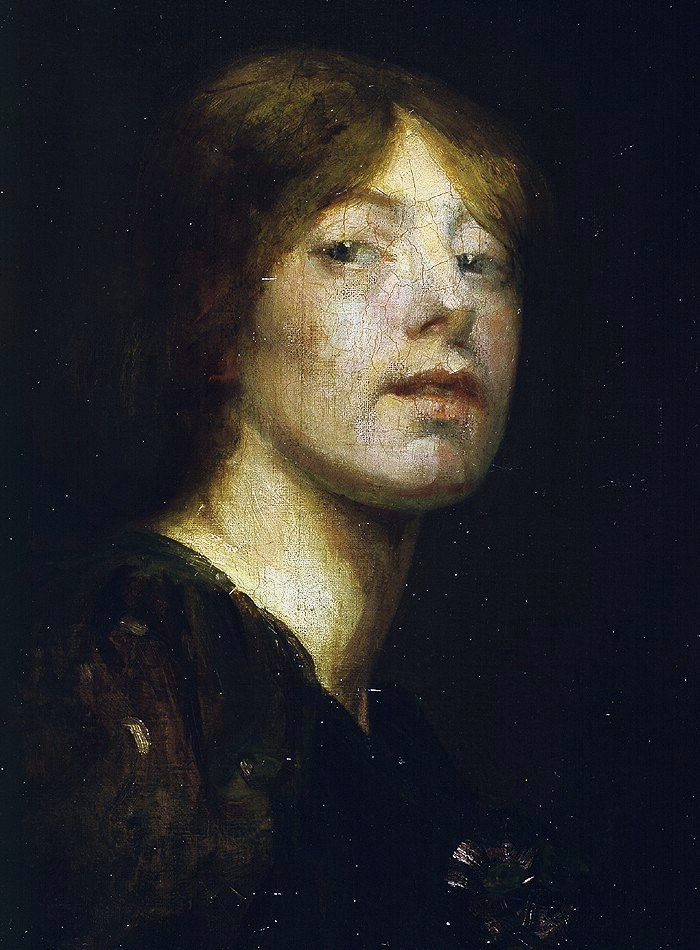
Autoritratto, 1894
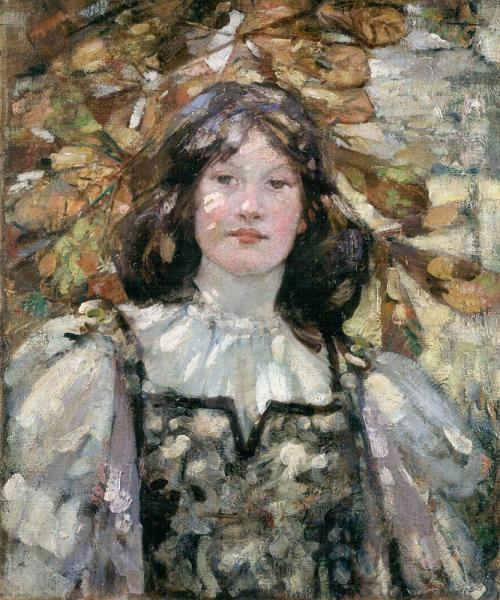
Autunno, 1898
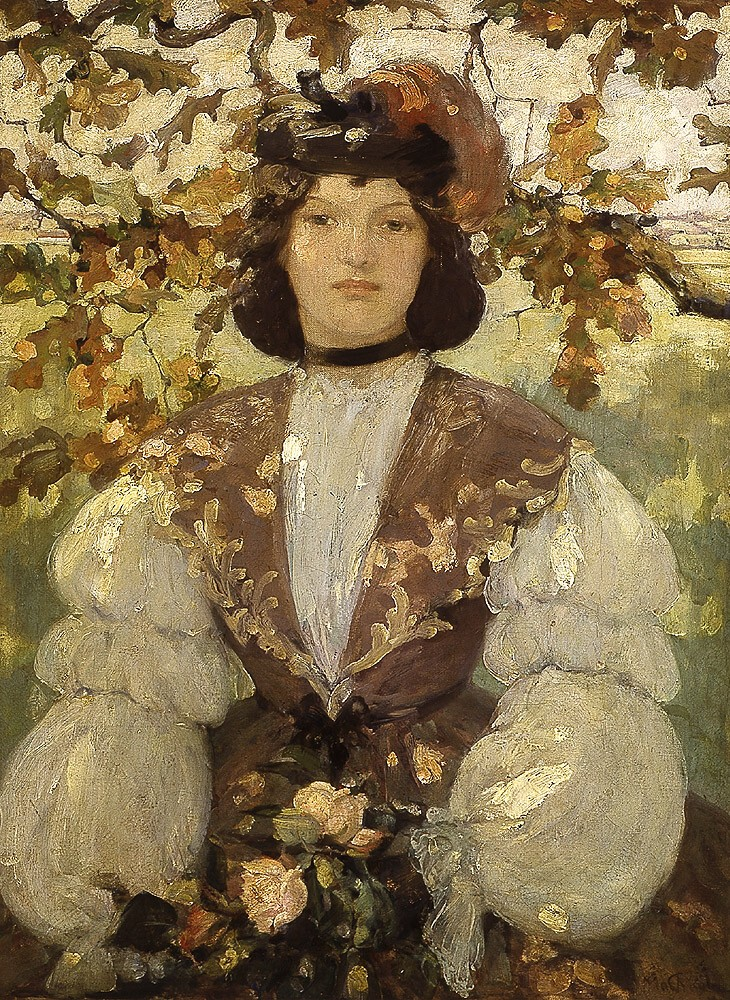
A Girl of the Sixties, 1899
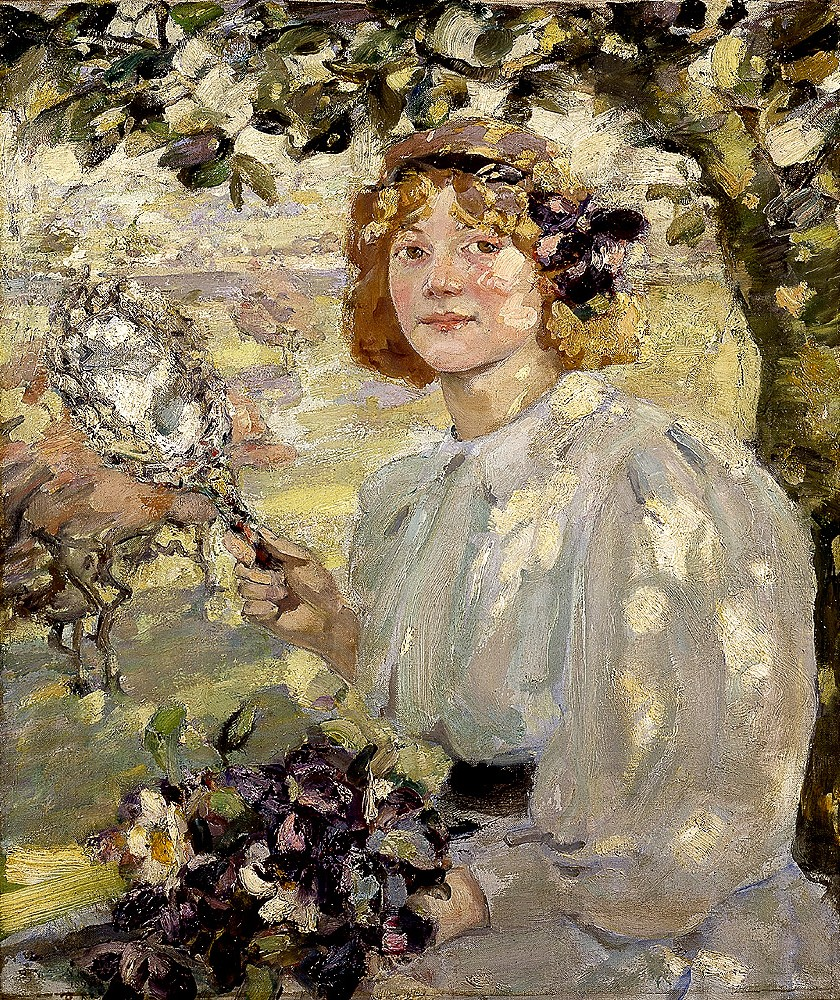
Under the Apple Tree (Sotto l'albero di mele), 1899
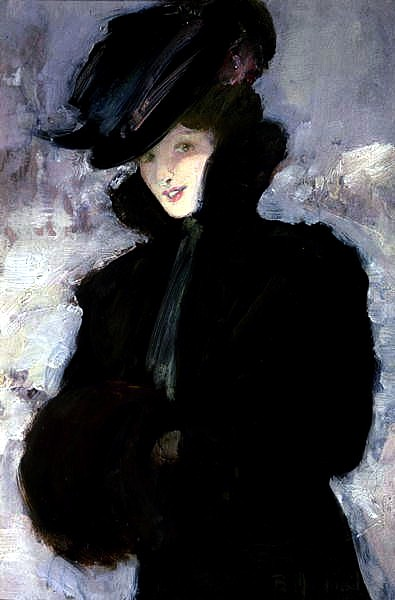
The Fur Coat (La pelliccia), data sconosciuta